# Amager Strand
Amager Strand – stacja metra w Kopenhadze, na linii M2. Zlokalizowana jest pomiędzy stacjami Øresund oraz Femøren. Została otwarta 28 września 2007. Znajduje się w 3 strefie biletowej, w dzielnicy Sundbyøster. Jej nazwa pochodzi od pobliskiej plaży Amager Strandpark.
Stacja posiada parking rowerowy.